# Zenithal hourly rate
De Zenithal hourly rate (ZHR) is een maat voor de activiteit van een meteorenzwerm. 
De ZHR geeft het aantal met het blote oog zichtbare meteoren weer, dat per uur kan worden waargenomen tijdens het maximum van een zwerm, onder ideale omstandigheden. Het is het aantal meteoren dat zou worden gezien bij een grensmagnitude van 6,5 indien de radiant zich in het zenit zou bevinden.
Dit maximum wordt in de praktijk zelden bereikt.